# Fonti (Villaromagnano)
Fonti è una frazione di 37 abitanti del comune di Villaromagnano nella Provincia di Alessandria, in Piemonte. Fonti dista da Villaromagnano 810 metri.

## Geografia
Fonti è situato a 277 m.s.l. su una cima di una collina al di sopra del paese di Villaromagnano. Il paese, grazie alla sua particolare posizione, gode di una vista a 360 gradi su Tortona e sull'Appennino ligure.

## Monumenti e luoghi d'interesse
A Fonti è presente una chiesa consacrata, situata a lato del centro abitato.